# Fire Cheese
Fire Cheese es un corto de animación estadounidense de 1941, de la serie Gabby. Fue producido por los estudios Fleischer y distribuido por Paramount Pictures.

## Argumento
Gabby, quien ha decidido por escrito ayudar en todo cuanto pueda a todo aquel que lo necesitare, se encuentra en el cuartel de bomberos cuando estos reciben una llamada de alerta. Una casa está ardiendo, y Gabby acude allí voluntariamente para colaborar en la extinción del incendio.
Como ya es habitual, su catastrófica intervención agravará más aún la situación.

## Realización
Fire Cheese es la sexta entrega de la serie Gabby y fue estrenada el 20 de junio de 1941.